# Nancy Kyes
Nancy Luise Kyes (Pseudonym Nancy Loomis; * 19. Dezember 1949 in Falls Church, Virginia) ist eine US-amerikanische Schauspielerin.
Internationale Bekanntheit erlangte sie durch ihre Rolle der Babysitterin Annie Brackett in dem John-Carpenter-Slasherfilm Halloween – Die Nacht des Grauens aus dem Jahr 1978.
Kyes besuchte die High School in Riverside, Kalifornien, danach studierte sie Theater an der Northwestern Universität in Evanston, Illinois. Ihre erste Hauptrolle folgte im Jahr 1976; dort spielte sie in dem Thriller Assault – Anschlag bei Nacht die Rolle der Sekretärin Julie und wurde von John Carpenter als Neuentdeckung für den Film besetzt.
Im Jahr 1978 besetzte  John Carpenter sie erneut mit einer der Hauptrollen in seinem Kultfilm Halloween – Die Nacht des Grauens. Die Rolle der Annie Brackett wurde speziell für sie geschrieben. Neben Jamie Lee Curtis etablierte sich Kyes in den Rängen der Scream-Queen. Zwei Jahre danach folgte eine weitere Nebenrolle in dem John-Carpenter-Klassiker The Fog – Nebel des Grauens. 1982 spielt sie eine der Hauptrollen in dem Horrorfilm Halloween III. In dem Film verkörpert sie Linda Challis, die Ehefrau von Tom Atkins. Bei den Dreharbeiten zu diesem Film lernte sie zudem ihren späteren Ehemann – den Regisseur des Films, Tommy Lee Wallace – kennen. Aus der 1982 geschlossenen und mittlerweile geschiedenen Ehe gingen zwei Kinder hervor.
Nancy Kyes arbeitet heute als Bildhauerin in Los Angeles.

## Filmografie (Auswahl)
- 1976: Assault – Anschlag bei Nacht (Assault on Precinct 13)
- 1978: The Sea Gypsies
- 1978: Halloween – Die Nacht des Grauens (John Carpenter’s Halloween)
- 1980: The Fog – Nebel des Grauens (John Carpenter’s The Fog)
- 1981: Halloween II – Das Grauen kehrt zurück (Halloween II)
- 1982: Halloween III (Halloween III – Season of the Witch)
- 1982: Not in Front of the Children
- 1992: Lady Boss